# Board of European Students of Technology
Board of European Students of Technology (BEST) egy nem állami, nem politikai nonprofit diákszervezet. A BEST-et közel 3300 önkéntes támogatja, akik a saját egyetemükhöz tartozó helyi BEST csoport tagjai. BEST csoportok 30 ország 86 műszaki egyetemén találhatóak meg.

## Tevékenységek
- Kiegészítő tanulmányok biztosítása
- Karrier támogatás
- Oktatás részvétel növelése[1]

## Szervezeti felépítés
A BEST felépítése három különböző szintre sorolható: helyi, regionális és nemzetközi. Mind a 86 helyi BEST Csoport (LBG) a szervezetet helyileg azon az egyetemen képviseli, amelyikhez tartozik. Az LBG-k egymás közötti kommunikációjának és a nemzetközi BEST-tel történő kommunikáció sikerességének érdekében a csoportok 10 regióba vannak beosztva, amelyeket a Régiós Tanácsadó koordinál. A BEST nemzetközi csapata pedig 9 departmentre van bontva. Az egész szervezet a BEST nemzetközi elnökségének vezénylete alatt működik.

### Helyi BEST Csoportok
A helyi BEST csoport egy szervezet, amit BEST tagok alkotnak, akik ugyanazon egyetem diákjai. Ezek a csoportok felelősek a BEST népszerűsítéséért és a BEST eseményeinek megszervezéséért az egyetemükön.

### BEST Magyarországon
Magyarország területén összesen négy városban, négy műszaki, illetve műszaki képzési profilba tartozó képzéssel is rendelkező egyetemen működik, avagy működött helyi BEST csoport. Ezek az alábbiak: Soproni Egyetem Sopronban, Pannon Egyetem Veszprémben, Budapesti Műszaki és Gazdaságtudományi Egyetem Budapesten valamint a Miskolci Egyetem Miskolcon.

#### BEST Sopron
Korábban a Nyugat-magyarországi Egyetemen (Jelenlegi nevén: Soproni Egyetem) működött egy helyi BEST csoport, amely a 2000-es évek elejére megszűnt.

#### BEST Veszprém
A Veszprémi Egyetemen (Jelenleg: Pannon Egyetem) 1990-ben alakult meg a helyi BEST csoport Veszprémi BEST Bizottság néven, amely jelenleg is működik, a nemzetközi szervezet teljes jogú tagjaként.

#### BEST Budapest
A Budapesti Local BEST Group (LBG) a nemzetközi szervezet egyik alapító tagjaként jött létre 1989-ben a Budapesti Műszaki Egyetemen (Jelenlegi nevén: Budapesti Műszaki és Gazdaságtudományi Egyetem).
A Budapesti BEST Csoport szervezte 1992-ben a legelső állásbörzét az - akkori nevén - Budapesti Műszaki Egyetemen, amely azóta évente két alkalommal megrendezésre kerülő, nagyszabású önálló eseménnyé nőtte ki magát. Az általa 2007-ben megrendezett mérnökverseny pedig az első ilyen jellegű, mérnököknek szóló verseny volt Magyarországon.
A Helyi csoport fennállása során mindig kivette részét a nemzetközi szervezet fejlődéséből is: több alkalommal adott helyszínt a BEST nemzetközi éves közgyűléseinek (General Assembly) és más eseményeinek, köszönhetően a nemzetközileg aktív tagjainak.

A Budapesti BEST csoport fennállása során szervezett kurzusok:

| Évszak      | Kurzus címe                                                                         | Dátum                                     | Kurzus típusa                         |
| ----------- | ----------------------------------------------------------------------------------- | ----------------------------------------- | ------------------------------------- |
| 2023 nyár   | The Water Odyssey of Budapest: Understanding the Urban Water Cycle                  | 2023. július 11. - 2023. július 18.       | Learning Event - Technological Course |
| 2022 nyár   | The Lord of the Energies: The Fellowship of the Atoms                               | 2022. július 12. - 2022 július 19.        | Learning Event - Technological Course |
| 2018 nyár   | E.T. - the Electrical Transportation                                                | 2018. augusztus 22. - 2018. augusztus 22. | Learning Event - Technological Course |
| 2017 nyár   | Back to the future - The cars of tomorrow                                           | 2017. július 5. - 2017. július 12.        | Learning Event - Technological Course |
| 2016 ősz    | SUSTAIN my heart, baby let me GROW!                                                 | 2016. augusztus 28. - 2016. szeptember 4. | Learning Event - Technological Course |
| 2015 nyár   | DARE to DATE new MATErials - Discover the world of materials sciences!              | 2015. július 8. - 2015. július 17.        | Learning Event - Technological Course |
| 2014 ősz    | I think this is a beginning of a beautiful Start-Up                                 | 2014. augusztus 30. - 2014. szeptember 8. | Learning Event - Technological Course |
| 2013 nyár   | Lecshow - Learn it, Cook it, Show it!                                               | 2013. július 27. - 2013. augusztus 5.     | Learning Event - Technological Course |
| 2012 nyár   | WWW - Walk on the W. With us!                                                       | 2012. július 28. - 2012. augusztus 6.     | Learning Event - Technological Course |
| 2011 nyár   | We WHEEL rock you!                                                                  | 2011. július 28. - 2011. augusztus 8.     | BEST Engineering Competition          |
| 2010 nyár   | MONSTER Machines                                                                    | 2010. július 29. - 2010. augusztus 10.    | Learning Event - Technological Course |
| 2009 nyár   | YOU've got the power!                                                               | 2009. július 30. - 2009. augusztus 11.    | Learning Event - Technological Course |
| 2008 nyár   | Row me over and lay me down in Tokaj                                                | 2008. augusztus 22. - 2008. szeptember 3. | Leisure Event                         |
| 2008 nyár   | Addicted to location - powered by Nav N Go                                          | 2008. július 17. - 2008. július 31.       | Learning Event - Technological Course |
| 2007 nyár   | Pimp My Gadget! Interactive Do It Yourself                                          | 2007. július 26. - 2007. augusztus 9.     | Learning Event - Technological Course |
| 2006 nyár   | Let's network - welcome to the candyshop!                                           | 2006. augusztus 11. - 2006. augusztus 24. | Learning Event - Technological Course |
| 2005 nyár   | Follow the yellow brick road to the future of biotechnology!                        | 2005. augusztus 14. - 2005. augusztus 27. | Learning Event - Technological Course |
| 2004 nyár   | How the goods travel? - logistic management in the 21st century                     | 2004. augusztus 15. - 2004. augusztus 28. | Learning Event - Technological Course |
| 2003 nyár   | "SC stands for: Swimming Course?!" - Thermal baths: History, Culture and Technology | 2003. június 29. - 2003. július 12.       | Learning Event - Technological Course |
| 2002 nyár   | Surviving the 21st century - Global menaces and technical solutions                 | 2002. augusztus 7. - 2002. augusztus 21.  | Summer Course                         |
| 2001 nyár   | eXtra Portions of eXtreme Programming                                               | 2001. augusztus 12. - 2001. augusztus 26. | Summer Course                         |
| 2000 nyár   | AlgoRHYTHMs in Engineering Applications                                             | 2000. június 25. - 2000. július 9.        | Summer Course                         |
| 1999 nyár   | Applied Optics and Instruments in Biotechnology                                     | 1999. augusztus 8. - 1999. augusztus 22.  | Summer Course                         |
| 1998 nyár   | Nuclear waste management                                                            | 1998. július 6. - 1998. július 19.        | Summer Course                         |
| 1998 tavasz | IBS-Budapest                                                                        | 1998. május 7. - 1998. május 11.          | IBS                                   |
| 1997 nyár   | Computer Aided Design in Architecture                                               | 1997. július 6. - 1997. július 20.        | Summer Course                         |
| 1996 nyár   | Optimization with Engineering Applications                                          |                                           | Summer Course                         |
| 1995 nyár   | Information systems                                                                 | 1995. július 2. - 1995. július 15.        | Summer Course                         |
| 1994 nyár   | Restarting the Regional Flights in Eastern Europe                                   |                                           | Summer Course                         |
| 1993 nyár   | Revitalisation of Forest 'Gemenc' II.                                               | 1993. július 18. - 1993. július 31.       | Summer Course                         |
| 1993 nyár   | Revitalisation of Forest 'Gemenc' I.                                                | 1993. július 4. - 1993. július 17.        | Summer Course                         |
| 1992 nyár   | Vehicle Aerodynamics                                                                | 1992. július 6. - 1992. július 19.        | Summer Course                         |
| 1991 nyár   | Energy Utilization of the River Valleys                                             |                                           | Summer Course                         |

A 2010. június 26-án megtartott helyi éves közgyűlésen új board került megválasztásra. Az elnökség információtechnológiai (IT) rendszerekért felelős alelnöke az elnökségi mandátumának megkezdésekor már nem rendelkezett aktív hallgatói jogviszonnyal a Budapesti Műszaki és Gazdaságtudományi Egyetemen. A hallgatói jogviszony megszűnése nem jelentett problémát az elnökségi pozíció betöltésében, mivel a Hallgatói Önkormányzat akkor hatályos szabályzatai szerint az egyetemi öntevékeny körök tagjai 80%-ának kellett aktív hallgatói jogviszonnyal rendelkeznie. Az IT rendszerekért felelős alelnökként azonban egy átlagos hallgatót meghaladó szintű hozzáféréshez jutott az egyetem informatikai hálózatának egy részéhez, ugyanakkor a szervezet elnökségének tagjaként kulcsfelvételi jogosultságot biztosítottak számára a Budapesti Műszaki és Gazdaságtudományi Egyetem központi (K) épületének főportáján (1111 Budapest, Műegyetem rakpart 3.) a Budapesti BEST csoport irodájául is szolgáló Hallgatói Külügyi Testület (HKT) akkori irodájához (a központi épület helyiségeinek akkori számozása szerint K.1.41, aktuális számozása szerint K.1.71, jelenleg a BME-ITS Nonprofit Zrt. működik itt). A kulcsfelvételi jogosultság korlátlan idejű benntartózkodás lehetőségét is biztosította számára az egyetem központi épületében, miközben az egyetemmel semmilyen jogviszonyban nem állt, ezáltal súlyosan sértve az akkor hatályos biztonsági rendszabályokat. Ezt az szabálysértést az egyetem egyik előadója jelezte az egyetem akkori rektora felé, aki utasította az Egyetem Hallgatói Képviseletének (EHK) akkori elnökét, hogy intézkedjenek nevezett tag elnökségből való eltávolításáról, és kulcsfelvételi jogosultságának megvonásáról.[2] Ezt a nem túl nehéz feladatot, azonban a vonatkozó EHK ülések jegyzőkönyveinek tanúsága szerint csak több hét alatt sikerült megoldani.[3][4]

A csoport egészen 2011. május 12-ig működött, amikor az Egyetemi Hallgatói Képviselet (EHK) a hivatalos indoklás szerint "A Műegyetem nevével való többszöri súlyos visszaélései miatt" azonnali hatállyal feloszlatta. A Budapesti BEST csoport feloszlatásáról szóló EHK döntés megjelent az Egyetemi Hallgatói Képviselet BME hallgatóknak szóló, kéthetente megjelenő, ingyenes lapjának, a Műhelynek[5] következő héten megjelent XI. évfolyam 7. számában[6] is.
Az Egyetemi Hallgatói Képviselet 2011.05.12-i, egyhangúlag elfogadott határozatával a BEST Budapest Csoport helyi szervezetét a Műegyetem nevével való többszöri súlyos visszaélései miatt azonnali hatállyal feloszlatta.
A csoport újjáélesztésére történtek próbálkozások 2013-tól kezdődően, olyan lelkes egyetemisták által, akik az eredeti szellemiségben akarják lehetővé tenni, hogy a műegyetemista hallgatók számára ne vesszen el ez a lehetőség.
2020-ban a csoport visszakerült a Budapesti Műszaki és Gazdaságtudományi Egyetem Hallgatói Külügyi Testületébe (HKT). Azóta pedig aktívan működnek.

#### BEST Miskolc
A Miskolci Egyetemen 2009 végén alakult meg a helyi BEST csoport, lényegében egy baráti társaságból, akik ezt megelőzően egy másik nemzetközi diákszervezet tagjai voltak. A csoport 2010 januárjában lett a nemzetközi szervezet nem hivatalos (ún. Observer) tagja, majd a 2010 áprilisában megtartott éves közgyűlésen (General Assembly) kapott próbaidős (ún. Baby) tagságot. Mivel a csoport tagjainak túlnyomó többségét mindvégig ugyanaz a társaság alkotta, és új tagok szervezetbe történő bevonásával kapcsolatban jelentősebb eredményeket sosem tudtak felmutatni, a tagok tanulmányainak előrehaladásával illetve befejezésével egyidejűleg a szervezetre fordított erőfeszítéseik nagymértékben csökkentek. Ennek következtében a Miskolci BEST csoport 2012 áprilisában megszűnt. A csoport sosem kapta meg a nemzetközi szervezet teljes jogú tagságát, működése során nem szervezett egyetlen kurzust, sem mérnökversenyt.

### Nemzetközi departmentek
| Nemzetközi departmentek            | Leírás |
| ---------------------------------- | --- |
| Competitions Department            | A Competions Department lényege, hogy segítse és fejlessze a BEST által szervezett mérnökversenyeket a BEST szükségletei alapján.                                                                                   |
| Corporate Relations Department     | A Corporate Relations Department segíti a Kincstárnokot a BEST nemzetközi működéséhez és a szervezet céljainak eléréséhez szükséges források előteremtésében.                                                       |
| Design Department                  | A Design Department szolgáltatja a BEST hirdetéséhez használt promóciós anyagokat, a BEST egységes képének erősítése érdekében.                                                                                     |
| Educational Involvement Department | Az Educational Involvement Department a hallgatók tudatosságát kívánja növelni oktatási ügyekben, valamint a hallgatók véleményét gyűjti össze ezekben a témákban és továbbítja a megfelelő felsőoktatási feleknek. |
| Grants Department                  | A Grants Department együttműködik a finanszírozókkal, hogy biztosítsa a támogatást a BEST-nek pályázatok által. |
| IT Department                      | Az Information Technology Department biztosítja a technikai hátteret és a megoldást a BEST IT jellegű jellegű problémáira és segíti a szervezetet a céljai elérésében.                                              |
| Public Relations Department        | A Public Relations Department figyeli és gondozza a BEST megjelenését. |
| Training Department                | A Training Department hivatása, hogy a BEST tagjai hatékony módon legyenek a szervezet hasznára, lehetővé téve a célok elérését, továbbá a BEST képzési rendszerét is fejlesztik.                                   |
| Vivaldi Department                 | A Vivaldi Department lényege, hogy felügyelje és segítse a BEST eseményeinek lebonyolítását a szervezet szabályainak megfelelően.                                                                                   |

### Nemzetközi elnökség
| Pozíció                                       | Név              |
| --------------------------------------------- | ---------------- |
| Elnök                                         | Aggelos Kokkinis |
| Kincstáros                                    | Stathis Vezyris  |
| Titkár                                        | Simon Petit      |
| Humán erőforrásért felelős alelnök            | Leo Boljesic     |
| Projektekért felelős alelnök                  | Luna Rosseel     |
| Szolgáltatásokért felelős alelnök             | Dunja Olbina     |
| Helyi csoportok támogatásáért felelős alelnök | Anna Tsebenoha   |

## Partner szervezeteink
BEST együttműködik másik négy diákszervezettel:
- bonding-studenteninitiative e.V. (bonding),[3] (Németország, 1997 óta)
- Canadian Federation of Engineering Students (CFES),[4] (Kanada, 2010 óta)
- Association des États Généraux des Étudiants de l'Europe (AEGEE),[5] (2010 óta)
- European Students of Industrial Engineering and Management (ESTIEM).[6] (2011 óta)
- Electrical Engineering Students' European Association (EESTEC)

BEST tematikus hálózatokban képviseli diákjait. Például ezekben:
- Sputnic,[7]
- VM-Base,[8]
- TREE,[9]
- EIE-Surveyor.[10]

BEST az alábbi szervezetek tagjai, amelyek a mérnökök oktatásával foglalkoznak:
- SEFI,
- IFEES,[11]
- FEANI.[12]